# ナンバンコマツナギ
ナンバンコマツナギ（南蛮駒繋、学名: Indigofera suffruticosa）は、マメ科の被子植物である。布などを藍色に染めるインディゴ染料が得られる植物の一つで、木から採取できる藍（木藍 きあい）として、インディゴが化学合成されるまでは主要な染料植物であった。
アメリカ合衆国南部、メキシコ、南アメリカ大陸北部を含む亜熱帯・熱帯地域が原産の1m程度に育つ低木である。現在は、世界中の熱帯地域地域で栽培されていた事から、道端に生える人里植物・帰化植物となっている。

## 名称
añil（アニル）という名が、本植物から化学物質アニリンを合成したことから特に知られる。アニルという語は、インドのサンスクリット語で「黒青」を意味するniliから、アラビア語を経由した際に、定冠詞「al」が付き、ポルトガル等に伝搬した際に、añilと呼ばれるようになった。
英語
West Indian indigo、wild indigo、Guatemalan indigo、シエラレオネではsmall-leaved indigo
日本
ナンバンコマツナギの他、インド藍などとも呼ばれる。
このほか、世界中で栽培されていることから、各地に別名を持つ。

## 用途
染料・顔料
インディゴ色素になる物質が多く含まれていた事から、各地で栽培された。メソアメリカ文明では、粘土と混ぜマヤブルー顔料として利用された。
医療
アステカ人は、尿の問題や潰瘍の治療のため種を使用し、メキシコでは発熱した子供の額に葉を乗せたり、粉末にした種を潰瘍の治療に使用した。ブラジルの北東部では、てんかんと炎症を治療する伝統医療として広く使われた。
2006年に、抽出物が黄色ブドウ球菌に対して優れた抗菌活性を有することが発見された。2013年に、メタノール抽出物が抗痙攣作用を持つことが発見された。